# Radiodensité

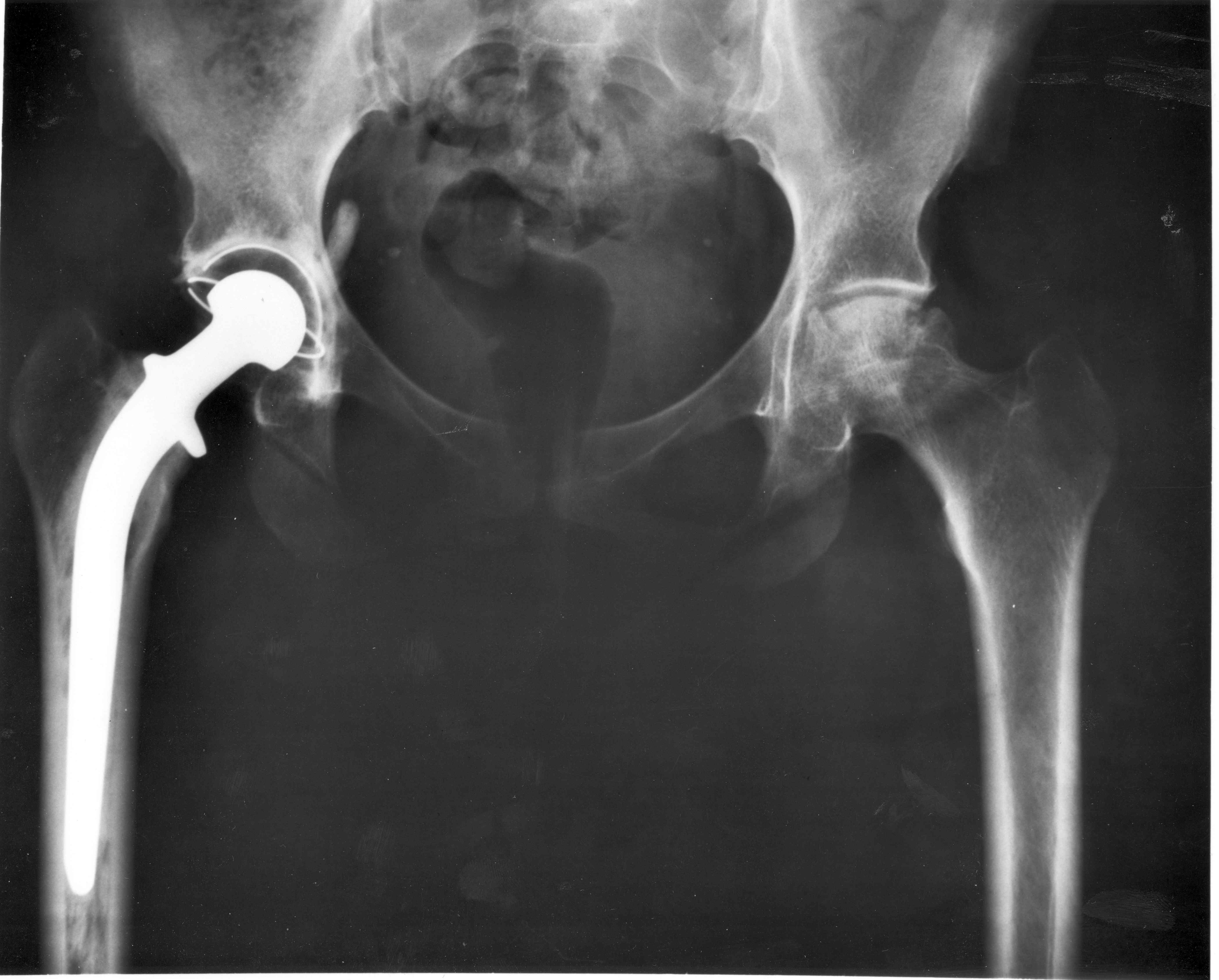
Radiographie d'un bassin. On peut clairement y distinguer une prothèse de hanche, à gauche de l'image, plus dense que les os et les autres tissus.

La radiodensité (ou radio-opacité) est l'opacité d'un matériau aux ondes électromagnétiques, plus particulièrement aux ondes radio et aux rayons X. Autrement dit, il s'agit de l'incapacité relative de ces types de rayonnements à pouvoir « passer à travers » un matériau particulier.
La radiotransparence ou hypodensité d'un matériau indique une faible capacité à absorber les photons incidents, et donc un passage plus important des rayons à travers la matière et est analogue à la transparence à la lumière visible. À l'inverse, les matériaux radio-opaques inhibent d'avantage le passage des rayonnements (hyperdensité).

## Applications médicales

### Radiographie et tomodensitométrie
Les volumes radio-opaques ont une apparence blanche sur une radiographie, contrairement à l'apparence plus sombre des volumes radiotransparents. Par exemple, sur la radiographie standard, les os apparaissent blancs ou gris clair (radio-opaques), alors que les muscles et la peau semblent gris foncé, voire noirs ou invisibles comme les poumons, remplis d'air (radiotransparents). Les deux principaux facteurs qui contribuent à la radio-opacité d'un matériau sont sa densité et son numéro atomique.

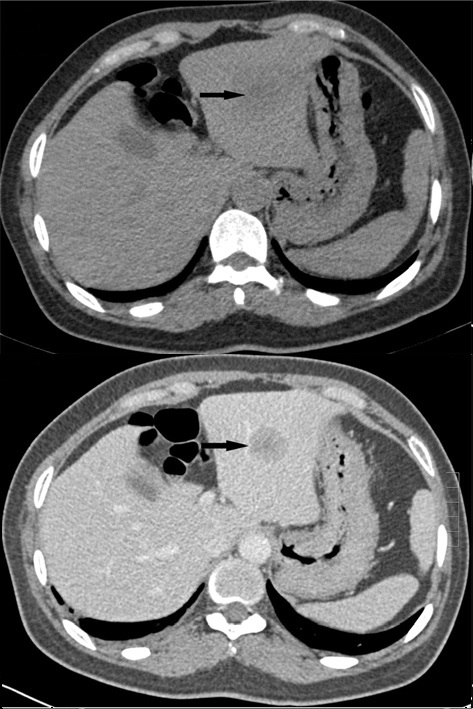
Scanner d'un patient atteint d'un carcinome hépatocellulaire, sans injection de produit de contraste (haut) et avec injection (bas).

Bien que le terme radio-opacité soit plus couramment utilisé dans un contexte de comparaison qualitative, la radiodensité peut également être quantifiée selon l'échelle de Hounsfield. Sur cette échelle, l'eau distillée a une valeur de 0 UH (Unités Hounsfield). L'air vaut −1 000 UH, tandis que les os ont des densités supérieures à 700 UH.
La radiographie a été révolutionnée par l'apparition d'agents de contraste radiodenses, qui peuvent être injectés dans la circulation sanguine, l'appareil digestif, ou le liquide céphalo-rachidien. Ils sont utilisés pour mettre en évidence certaines structures biologiques ou certains organes, notamment en tomodensitométrie (scanner). Deux produits de contraste radiodenses couramment utilisés en imagerie médicale sont le baryum et l'iode.

### Dispositifs médicaux

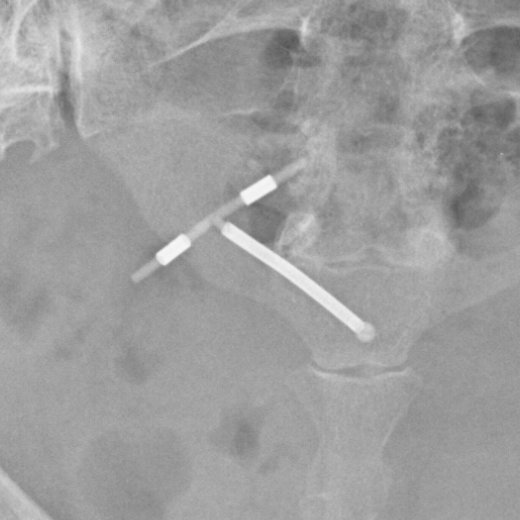
Radiographie d'un dispositif médical en forme de T. L'appareil est plus radiodense que les tissus environnants.

La radio-opacité est aussi l'un des éléments clés dans la conception de divers dispositifs utilisés en radiologie interventionnelle, tels que les cathéters ou les stents. La radio-opacité d'un dispositif endovasculaire (en) permet aux soignants de visualiser leur progression dans le corps du patient en direct lors d'une intervention, ou de suivre sur le long terme la position de l'objet pour les dispositifs implantés.
Les implants métalliques ont généralement un radio-contraste suffisant pour qu'un radio-opacifiant additionnel ne soit pas nécessaire. Cependant, les dispositifs à base de polymère peuvent nécessiter l'ajout de matériaux à fort contraste de densité d'électrons par rapport au tissu environnant pour être visibles. Les exemples de matériaux à haute densité comprennent le titane, le tungstène, le sulfate de baryum et l'oxyde de zirconium. Cependant, l'inclusion de tels matériaux modifie les autres propriétés du matériau, et leur liaison au sein du matériau est complexe.
Certains produits impliquent une liaison covalente d'éléments lourds, par exemple l'iode, à des chaînes polymériques afin d'obtenir un matériau plus homogène qui présente moins de difficultés d'interface. Lors de l'essai d' un nouveau dispositif médical pour approbation réglementaire, les fabricants d'appareils médicaux évaluent généralement le radiocontraste selon des « méthode[s] d'essai [...] pour déterminer la radio-opacité à usage médical » normées et standardisées,,.